# تپسو (بافر)

ساختار تپسو

تپسو (بافر) (به انگلیسی: TAPSO (buffer)) با فرمول شیمیایی C۷H۱۷NO۷S یک ترکیب شیمیایی با شناسه پاب‌کم ۱۰۹۳۳۴ است. که جرم مولی آن ۲۵۹٫۲۸ g/mol می‌باشد. 